# De Twee Vrienden (molen)
De Twee Vrienden is een ronde stenen molen die zich bevindt aan de Oude Huijbergsebaan te Bergen op Zoom. De molen deed en doet dienst als korenmolen. Het is een beltmolen, die een eerdere standerdmolen op dezelfde plaats verving. In 1982 kocht de gemeente de molen en liet De Twee Vrienden restaureren. Tegenwoordig wordt graan op de molen gemalen door vrijwillige molenaars.